# Oliver Stanisic
Oliver Stanisic, född 10 februari 1994, är en svensk fotbollsspelare som spelar för AC Horsens. 

## Karriär
Stanisic började spela fotboll som femåring i BK Häcken. Inför säsongen 2014 gick han till Torslanda IK. Stanisic spelade 18 matcher och gjorde ett mål i Division 2 Norra Götaland 2014.
I december 2014 värvades Stanisic av Qviding FIF. Han spelade 23 matcher för klubben i Division 1 Södra 2015. Säsongen 2016 spelade Stanisic 20 ligamatcher.
I februari 2017 värvades Stanisic av Varbergs BoIS, där han skrev på ett tvåårskontrakt. Stanisic gjorde sin Superettan-debut den 7 maj 2017 i en 2–0-vinst över Norrby IF, där han blev inbytt i den 92:a minuten mot Elias Andersson.
I november 2018 värvades Stanisic av Örgryte IS, där han skrev på ett tvåårskontrakt. Efter säsongen 2020 lämnade Stanisic klubben då han inte fick förlängt kontrakt. I februari 2021 återvände Stanisic till Varbergs BoIS, där han skrev på ett tvåårskontrakt. I maj 2022 förlängde Stanisic sitt kontrakt fram över säsongen 2025.
I augusti 2023 värvades Stanisic av danska AC Horsens, där han skrev på ett treårskontrakt.